# America (groupe)
Pour les articles homonymes, voir America.
America est un groupe folk rock américain, formé en 1970 à Londres (Angleterre, Royaume-Uni). Le groupe connaît la notoriété dans les années 1970, notamment grâce à son succès A Horse with No Name (1972). 

## Biographie
Fondé par Gerry Beckley, Dewey Bunnell et Dan Peek (fils de militaires de l'US Air Force stationnés au Royaume-Uni), le groupe adopte comme nom « America » en raison de la nostalgie des grands espaces américains ressentie par ses membres.
Leur premier album, America, a d'abord été publié sans la chanson A Horse with No Name qui n'avait pas encore été enregistrée. Mais lorsqu'en 1972 cette chanson est devenue un tube mondial, l'album a été réédité avec celle-ci. Apprécié par la critique, le groupe connaît au début des années 1970 un grand succès commercial avec son premier album America, qui atteint le sommet des charts américains, propulsé par le titre A Horse with No Name. Le groupe reçoit le Grammy Award du meilleur nouvel artiste en 1973. D'autres titres du groupe tels que I Need You, Tin Man, Lonely People, Ventura Highway, You Can Do Magic et Sister Golden Hair obtiennent également un succès appréciable. 
La chanson A Horse with No Name fait partie de la bande son du jeu vidéo Grand Theft Auto: San Andreas (sur la station de radio K-DST) et a été utilisée, en France, dans une publicité pour la Renault Modus. On peut aussi la retrouver dans un épisode des séries Friends, Breaking Bad, Six Feet Under et Les Simpson, au début de l'épisode 8 de la saison 18. Horace Andy en fait une version reggae dans son album Mek it Burn. La chanson Sandman fait l'objet d'une reprise par le groupe de country Flynnville Train. Puis la chanson Ventura Highway est échantillonnée par Janet Jackson pour sa propre chanson Someone to Call My Lover. La chanson a aussi été reprise dans la série Bojack Horseman. En 1998, Michael Jackson reprend A horse with no name, en conservant uniquement les arrangements et la mélodie ; avec l'accord du groupe, il change les paroles et le titre, pour l'intituler A place with no name. Cette chanson, qui aurait pu figurer sur son album Invincible sorti en 2001, devait finalement rester dans les coffres de Sony Music jusqu'à la sortie d'un album posthume de Michael Jackson en 2014, Xscape. La chanson Sister Golden Hair est utilisée dans l’épisode 5 de la saison 3 des Sopranos .
En France, le premier album ayant été très peu vendu, les stocks sont détruits. Un exemplaire sauvé par hasard s'est retrouvé sur les platines de la radio pirate Radio Marmelade à Marly-le-Roi. Patrice Blanc-Francard a repéré A Horse with No Name et l'a programmé sur France Inter pour un petit succès d'estime.
Fait intéressant à noter, leur album de 1974, Holiday a été produit par George Martin, célèbre producteur des Beatles, il devint ainsi leur producteur attitré jusqu'en 1979 pour leur album Silent Letter. 
Pour le concert Live in Chicago en 2012, le groupe est renforcé par le chanteur Christopher Cross (Sailing, All right, Ride like the wind), qui reprend la partition de Dan Peek pour Lonely people et A horse with no name.

## Membres

### Membres actuels
- Gerry Beckley - Chant, claviers, guitares, basse, harmonica (depuis 1970)
- Dewey Bunnell - Chant, guitares, percussions (depuis 1970)

### Ancien membre
- Dan Peek - Chant, guitares, basse, claviers, harmonica (1970–1977)

### Musiciens de tournée actuels
- Richard Campbell - Basse, chœurs (depuis 2003)
- Bill Worrell - Guitares, banjo, claviers, chœurs (depuis 2014)
- Ryland Steen - Batterie, percussions (depuis 2014)

### Anciens musiciens de tournée
- Dave Caty : basse (1972)
- David Dickey : basse, chœurs (1972–1980)
- Willie Leacox : batterie, percussions (1972–2014)
- Jim Calire : claviers, saxophone (1976–1979)
- Tom Walsh : percussions (1976–1979)
- Michael Woods : guitares, claviers, chœurs (1977–2013)
- Bryan Garafolo : basse (1980–1981)
- Bradley Palmer : basse, chœurs (1981–2003)
- Trent Stroh : basse, chœurs (2003)
- Chas Frichtell : basse, chœurs (2003)

## Discographie

### Albums studio
- 1971 : America
- 1972 : Homecoming
- 1973 : Hat Trick
- 1974 : Holiday
- 1975 : Hearts
- 1976 : Hideaway
- 1977 : Harbor
- 1979 : Silent Letter
- 1980 : Alibi
- 1982 : A View from the Ground
- 1983 : Your Move
- 1984 : Perspective
- 1994 : Hourglass
- 1998 : Human Nature
- 2002 : Holiday Harmony
- 2007 : Here and Now
- 2011 : Back Pages

### Albums live
- 1977 : America Live
- 1985 : In Concert
- 1995 : In Concert (King Biscuit)
- 2002 : The Grand Cayman Concert
- 2008 : Live in Concert: Wildwood Springs

### Compilations
- 1975 : History: America's Greatest Hits
- 1991 : Encore: More Greatest Hits
- 1992 : Ventura Highway & Other Favorites
- 1995 : Horse with No Name
- 2000 : Highway: 30 Years of America
- 2001 : The Definitive America
- 2002 : The Complete Greatest Hits
- 2015 : The Warner Bros. Years 1971-1977
- 2019 : 50th Anniversary
- 2020 : Half Century (Coffret 8 disques numériques inclus versions alternatives & inédites, Démos, Live, interviews du groupe à la radio à l'occasion de promotions des années 1970 & 1980, réenregistrement du titre "Remembering" version 2020, etc.)

## Classements

### Albums
| Année | Album                      | Position        | Position      | Position |
| Année | Album                      | UK Albums Chart | Billboard 200 |          |
| ----- | -------------------------- | --------------- | ------------- | -------- |
| 1972  | America                    | 14              | 1             |          |
| 1972  | Homecoming                 | 21              | 9             |          |
| 1973  | Hat Trick                  | 41              | 28            |          |
| 1974  | Holiday                    | –               | 3             |          |
| 1975  | Hearts                     | –               | 4             |          |
| 1976  | Hideaway                   | –               | 11            |          |
| 1977  | Harbor                     | –               | 21            |          |
| 1977  | Live                       | –               | 129           |          |
| 1979  | Silent Letter              | –               | 110           |          |
| 1980  | Alibi                      | –               | 142           |          |
| 1982  | View from the Ground       | –               | 41            |          |
| 1983  | Your Move                  | _               | 81            |          |
| 1984  | Perspective                | –               | 185           |          |
| 1994  | Hourglass                  | –               | –             |          |
| 2001  | The Complete Greatest Hits | –               | 152           |          |
| 2007  | Here and Now               | –               | 52            |          |

### Singles
| Année | Album                  | Position         | Position          | Position |
| Année | Album                  | UK Singles Chart | Billboard Hot 100 |          |
| ----- | ---------------------- | ---------------- | ----------------- | -------- |
| 1972  | A Horse with No Name   | 3                | 1                 |          |
| 1972  | I Need You             | –                | 9                 |          |
| 1972  | Ventura Highway        | 43               | 8                 |          |
| 1973  | Don't Cross the River  | –                | 35                |          |
| 1973  | Only In Your Heart     | –                | 62                |          |
| 1973  | Muskrat Love           | –                | 67                |          |
| 1974  | Tin Man                | –                | 4                 |          |
| 1975  | Lonely People          | –                | 5                 |          |
| 1975  | Sister Golden Hair     | –                | 1                 |          |
| 1975  | Daisy Jane             | –                | 20                |          |
| 1975  | Woman Tonight          | –                | 44                |          |
| 1976  | Amber Cascades         | –                | 75                |          |
| 1979  | California Dreamin     | –                | 56                |          |
| 1979  | Only Game in Town      | –                | 107               |          |
| 1982  | You Can Do Magic       | –                | 8                 |          |
| 1983  | Right Before Your Eyes | –                | 45                |          |
| 1983  | The Border             | –                | 33                |          |
| 1984  | Special Girl           | –                | 106               |          |